# Szőlősgazdák keresztje
A szőlősgazdák keresztje egy szerb típusú kereszt Szentendrén, az egykori dézsmaházzal szemben, a Dézsma utca és az Ady Endre út sarkán. 1790 körül készült. A keresztet nem sokan látogatják, így állapota tökéletes.
A talapzaton (amelyen az ábrázolás szerint egy szőlőinda fut végig) egy kovácsoltvas kereszt helyezkedik el. A kereszt másolat, eredetijét a Ferenczy Múzeumban őrzik.
Sokan tévesen Orbán-keresztnek hívják (Orbán-keresztnek egy 200 méterrel északabbra levő keresztnek hívnak). Ma védett műemlék.